# ファン・ジヌ
ファン・ジヌ（英語：Hwang Jin-Woo　ハングル：황진우、漢字：黄 眞宇、1983年8月15日 - ）は、大韓民国のレーシングドライバー。現地語読み仮名（片仮名）はファン・ジンウ。

## 略歴
- 1999年から2年間コリアカートに出場し2年連続のチャンピオンを獲得、2003年にはアジア・フォーミュラ・ルノーコリアに出場した（優勝4回）。同年にはチャンウォン国際フォーミュラ3韓国代表に出場した。
- 2004年から2年間BAT GT選手権に出場（2004年には優勝1回と2005年には優勝4回）し、2006年から2年間CJ GT選手権に出場（2006年には優勝4回と2007年には優勝1回）。
- 2008年、日本のSUPER GT・GT300クラスにポルシェ・911 GT3で参戦。第6戦鈴鹿1000kmでシーズン最高成績となる9位完走を記録。
- 2008-2009年のA1グランプリに韓国チームから出場していたがチームが前半2戦のみで撤退したため、チームランキング19位。
- 2012年、10年ぶりにバルボリン・レーシングに復帰、2012ハローモバイルスーパーレースチャンピオンシップ開幕戦にヒュンダイ・ジェネシスで出場[2]。スーパー6000クラスの3位に入賞した[3]。
- 2018年、韓国のCJスーパーレース選手権・キャデラック6000クラスに「キャデラックATS-V」で参戦、ランキング12位。

## レース戦績

### SUPER GT
| 年     | チーム                    | コ.ドライバー           | 使用車両              | タイヤ | クラス | 1      | 2   | 3      | 4   | 5   | 6     | 7      | 8   | 9   | 順位 | ポイント |
| ------ | ------------------------- | ----------------------- | --------------------- | ------ | ------ | ------ | --- | ------ | --- | --- | ----- | ------ | --- | --- | ---- | -------- |
| 2008年 | 石松・RYUMA ハンコックGT3 | 井上貴志 高崎保浩(Rd.6) | ポルシェ・911 GT3 RSR | H      | GT300  | SUZ 18 | OKA | FSW 15 | SEP | SUG | SUZ 9 | TRM 18 | AUT | FSW | 33位 | 2        |